# 中川潤子
中川潤子（なかがわじゅんこ、1955年 - ）は、日本のビジネスウーマン。大阪府出身。一部上場企業（シャープ）において副事業部長を務める女性。PDAなどのIT商品の企画・開発に従事し、働く女性に与えられるウーマン・オブ・ザ・イヤー2007に入賞した。

## 概要
- シャープのデザイン部を経て生活ソフト企画本部で商品企画・マーケティング業務を担当した後、40歳でPC関連の商品企画課長となり、『メビウス』などの商品企画に従事した。
- 2005年シャープは、競争の激しいPDA・『ザウルス』分野で優位に立つため、緊急プロジェクトをつくったが、これに中川潤子が参画した。企画立案から開発・生産・発売までの期間は通常約1年半かかっていたが、中川のグループが開発した「W-ZERO3」では実に8カ月という異例のスピードであった。
- 2006年12月、さまざまな分野で活躍の、働く女性に贈られる「ウーマン・オブ・ザ・イヤー」（日経ホーム出版社主催）2007で、第5位（ヒット製品部門では第1位）入賞の栄冠を獲得した。受賞の理由は、通信技術を持つウィルコムとの共同で、PDAと携帯電話・PHSの技術を組み合わせて一台二役の便利性を持つ、新しいカテゴリーの携帯商品「W-ZERO3」の開発に成功し、新市場を作ったこと、シャープとウィルコムのそれぞれが持つ技術的ノウハウを最大限に生かすため、男性技術者の間に入って互いの情報交換に努め、自ら東京のウィルコムと奈良のシャープを何度も往復するなどして二社間のコーディネーター役に徹し、かつリーダーシップをとったこと、などである。

## 略歴
- 1974年 - 大阪府立高津高等学校卒
- 1978年 - 大阪府立大学卒業、シャープに入社。
- 2003年 - シャープソフト開発部門の部長に昇進。
- 2006年 - シャープ通信融合端末事業部・副事業部長に就任。